# Michael Amadio
Michael Amadio (né le 13 mai 1996 à Sault-Sainte-Marie dans la province d'Ontario au Canada) est un joueur professionnel canadien de hockey sur glace. Il évolue au poste de centre.

## Biographie
Il est repêché au troisième tour, au 90e rang, par les Kings de Los Angeles lors du repêchage d'entrée dans la LNH 2014. Après avoir joué au niveau junior pour le Battalion de North Bay, il devient professionnel en 2016, lors des séries éliminatoires de la LAH, avec le Reign d'Ontario, équipe affiliée aux Kings. 
Il joue sa première saison professionnelle complète avec le Reign en 2016-2017. La saison suivante, il est rappelé en cours de saison par les Kings et fait ses débuts dans la LNH. Il a joué 37 parties avec les Kings durant la saison.
Le 29 mars 2021, il est échangé aux Sénateurs d'Ottawa en retour du défenseur Christian Wolanin.

## Statistiques
| Saison     | Équipe                  | Ligue      |     | Saison régulière | Saison régulière | Saison régulière | Saison régulière | Saison régulière |    | Séries éliminatoires | Séries éliminatoires | Séries éliminatoires | Séries éliminatoires | Séries éliminatoires |
| Saison     | Équipe                  | Ligue      | PJ  | B                | A                | Pts              | Pun              | PJ               | B  | A                    | Pts                  | Pun                  |                      |                      |
| 2012-2013  | Battalion de Brampton   | LHO        | 63  | 6                | 13               | 19               | 8                | 5                | 0  | 0                    | 0                    | 0                    |                      |                      |
| 2013-2014  | Battalion de North Bay  | LHO        | 64  | 12               | 26               | 38               | 14               | 22               | 4  | 5                    | 9                    | 2                    |                      |                      |
| 2014-2015  | Battalion de North Bay  | LHO        | 68  | 24               | 47               | 71               | 18               | 15               | 6  | 9                    | 15                   | 4                    |                      |                      |
| 2015-2016  | Battalion de North Bay  | LHO        | 68  | 50               | 48               | 98               | 40               | 11               | 12 | 6                    | 18                   | 10                   |                      |                      |
| 2015-2016  | Reign d'Ontario         | LAH        | -   | -                | -                | -                | -                | 11               | 1  | 4                    | 5                    | 0                    |                      |                      |
| 2016-2017  | Reign d'Ontario         | LAH        | 68  | 16               | 25               | 41               | 4                | 5                | 2  | 0                    | 2                    | 0                    |                      |                      |
| 2017-2018  | Reign d'Ontario         | LAH        | 32  | 11               | 24               | 35               | 12               | 4                | 1  | 3                    | 4                    | 2                    |                      |                      |
| 2017-2018  | Kings de Los Angeles    | LNH        | 37  | 4                | 4                | 8                | 8                | 1                | 0  | 1                    | 1                    | 0                    |                      |                      |
| 2018-2019  | Kings de Los Angeles    | LNH        | 43  | 6                | 7                | 13               | 6                | -                | -  | -                    | -                    | -                    |                      |                      |
| 2018-2019  | Reign d'Ontario         | LAH        | 28  | 8                | 18               | 26               | 12               | -                | -  | -                    | -                    | -                    |                      |                      |
| 2019-2020  | Kings de Los Angeles    | LNH        | 68  | 6                | 10               | 16               | 10               | -                | -  | -                    | -                    | -                    |                      |                      |
| 2020-2021  | Reign d'Ontario         | LAH        | 2   | 0                | 2                | 2                | 0                | -                | -  | -                    | -                    | -                    |                      |                      |
| 2020-2021  | Kings de Los Angeles    | LNH        | 20  | 0                | 2                | 2                | 2                | -                | -  | -                    | -                    | -                    |                      |                      |
| 2021-2022  | Sénateurs d'Ottawa      | LNH        | 5   | 0                | 1                | 1                | 2                | -                | -  | -                    | -                    | -                    |                      |                      |
| 2021-2022  | Maple Leafs de Toronto  | LNH        | 3   | 0                | 0                | 0                | 0                | -                | -  | -                    | -                    | -                    |                      |                      |
| 2021-2022  | Golden Knights de Vegas | LNH        | 53  | 11               | 7                | 18               | 15               | -                | -  | -                    | -                    | -                    |                      |                      |
| 2022-2023  | Golden Knights de Vegas | LNH        | 67  | 16               | 11               | 27               | 12               | 16               | 5  | 5                    | 10                   | 4                    |                      |                      |
| 2023-2024  | Golden Knights de Vegas | LNH        | 73  | 14               | 13               | 27               | 16               | 4                | 1  | 1                    | 2                    | 0                    |                      |                      |
| Totaux LNH | Totaux LNH              | Totaux LNH | 369 | 57               | 55               | 112              | 71               | 21               | 6  | 7                    | 13                   | 4                    |                      |                      |

## Trophées et honneurs personnels

### Ligue de hockey de l'Ontario
- 2015-2016 :
  - remporte le trophée William-Hanley du joueur au meilleur esprit sportif
  - nommé dans la deuxième équipe d'étoiles de la LHO

### Ligue nationale de hockey
- 2022-2023 : champion de la Coupe Stanley avec les Golden Knights de Vegas